# Chiesa di San Giovanni Battista (Verona)
La chiesa di San Giovanni Battista è la parrocchiale di Cadidavid, frazione di Verona, in provincia e diocesi di Verona; fa parte del vicariato di Verona Sud.

## Storia
La primitiva cappella di Cadidavid sorse nel XIV secolo ed era filiale della pieve dei Santi Pietro e Paolo di Villafranca di Verona; nel Quattrocento fu edificata una nuova chiesa, che nel 1452 venne eretta a parrocchiale. 
Nel XIX secolo, tuttavia, questa struttura si rivelò insufficiente a soddisfare le esigenze dei fedeli, così si decise di realizzare una nuova parrocchiale di maggiori dimensioni. La prima pietra della costruenda chiesa fu posta il 25 aprile 1835; l'edificio venne portato a termine e benedetto nel 1853, mentre si procedette all'erezione del campanile tra il 1894 ed il 1903.
Sul finire del Novecento la chiesa fu adeguata alle norme postconciliari; il 25 giugno 2000 fu consacrata dal vescovo di Verona Flavio Roberto Carraro.

## Descrizione

### Esterno
La facciata della chiesa, rivolta a ponente e suddivisa in due ordini da una cornice marcapiano modanata, presenta al centro una sezione concava in cui si aprono il portale d'ingresso, sormontato da una mensola sorretta da modiglioni, e una finestra a lunetta, mentre, ai lati, vi sono nel registro inferiore quattro semicolonne, due nicchie e altrettante specchiature, mentre quello superiore è caratterizzato da lesene e da altre nicchie e specchiature.
Vicino alla parrocchiale sorge il campanile, abbellito da lesene e monofore; la cella presenta su ogni lato una finestra a tutto sesto, affiancata da colonne sorreggenti un frontone, ed è coperta dalla cupola poggiante sul tamburo.

### Interno
L'interno dell'edificio si compone di un'unica navata, sulla quale si affacciano le cappelle laterali e i bracci del transetto, e le cui pareti sono scandite da semicolonne corinzie sorreggenti il cornicione sopra cui s'imposta la volta a botte, abbellita da costolonature e da cassettoni; al termine dell'aula si sviluppa il presbiterio, sopraelevato di due scalini e chiuso dall'abside semicircolare.
Qui sono conservate diverse opere di pregio, tra le quali l'affresco con soggetto San Giovanni Battista che battezza Gesù, eseguito nel XX secolo da Adolfo Mattielli, il dipinto ritraente la Visita di Maria a Santa Elisabetta, il cui autore è Domenico Brusasorzi, e l'organo, costruito da Giacomo Locatelli nel 1875.